# Diogo Pereira
Diogo Junior Pereira (sinh ngày 27 tháng 3 năm 1990) là một cầu thủ bóng đá người Brasil từng thi đấu cho câu lạc bộ Than Quảng Ninh ở vị trí tiền đạo.

## Sự nghiệp câu lạc bộ
Ngày 8 tháng 6 năm 2017, Pereira chuyển ra nước ngoài và ký hợp đồng với câu lạc bộ Bình Dương. Năm 2018, anh ký hợp đồng với câu lạc bộ SHB Đà Nẵng.